# Роберт Джошуа Рубін
Роберт Джошуа Рубін (17 серпня 1926 — 18 січня 2008) — американський математик, робота якого включала моделювання складних фізичних систем. Він працював головним чином у Національному бюро стандартів і був членом Американської асоціації сприяння розвитку науки, а також членом Американського фізичного товариства. Чоловік астрономки Вери Рубін.

## Освіта й кар'єра
Він отримав ступінь бакалавра в Корнелльському університеті та ступінь доктора філософії також у Корнелльському університеті в 1951 році. Науковим керівником його дисертації був Пітер Дебай.
Спочатку Рубін працював у Лабораторії прикладної фізики Джона Гопкінса, а потім у Національному бюро стандартів.

## Особисте життя
У 1948 році, коли він був аспірантом в Корнелльському університеті, Рубін одружився з Верою Купер, яка взяла прізвище чоловіка і з часом стала відомою астрономкою під ім'ям Вера Рубін. У подружжя народилось четверо дітей, які всі з часом здобули ступені докторів філософії та стали науковцями: Девід (нар. 1950 р.) став геологом із Геологічної служби США, Джудіт Янг (1952—2014) — астрономкою в Університеті Массачусетсу, Карл (нар. 1956 р.) — математиком у Каліфорнійському університеті в Ірвайні, а Аллан (нар. 1960) — геологом у Прінстонському університеті.